# 短胸短溝紅螢
短胸短溝紅螢（学名：Plateros brevenotus）为紅螢科短溝紅螢屬下的一个种。